# Kommorp
Kommorp är en bebyggelse i Fornåsa socken i Motala kommun. Från 2023 avgränsar SCB här en småort.